# Chiromantis senapatiensis
Espèce
Synonymes
- Chirixalus senapatiensis Mathew & Sen, 2009

Chiromantis senapatiensis est une espèce d'amphibiens de la famille des Rhacophoridae.

## Répartition
Cette espèce est endémique du Manipur en Inde. Elle n'est connue que dans sa localité type, Kangpokpi, dans le district de Senapati à 1 082 m d'altitude.

## Étymologie
Son nom d'espèce, composé de senapati et du suffixe latin -ensis, « qui vit dans, qui habite », lui a été donné en référence au lieu de sa découverte, le district de Senapati.

## Systématique
Le nom valide complet (avec auteur) de ce taxon est Chiromantis senapatiensis (Mathew & Sen, 2009).
L'espèce a été initialement classée dans le genre Chirixalus sous le protonyme Chirixalus senapatiensis Mathew & Sen, 2009.
Chiromantis senapatiensis a pour synonymes :
- Chirixalus senapatiensis Mathew & Sen, 2009

- Rohanixalus senapatiensis (Mathew & Sen, 2009) Biju, Garg, Gokulakrishnan, Chandrakasan, Thammachoti, Ren, Gopika, Bisht, Hamidy & Shouche, 2020

## Publication originale
- (en) Rosamma Mathew et Nibedita Sen, « Studies on Little Known Amphibian Species of North East India », Records of the Zoological Survey of India, Occasional Papers, Zoological Survey of India (d), vol. 293,‎ 2009, p. 1-64 (ISSN 0970-0714, OCLC 642920311, lire en ligne).